# Casa di Maria
La Casa di Maria (in turco Meryem Ana Evi), è un luogo sacro di cristiani e musulmani, ubicato sul monte Solmisso ad alcune ore di cammino in direzione sud rispetto all'antica Efeso, nell'attuale Turchia occidentale. È considerata l'abitazione dove visse fino alla fine dei suoi giorni terreni, attorno al 48 dopo Cristo, Maria di Nazaret, madre di Gesù, affidata dal Messia all'apostolo Giovanni, che con Maria si trovava ai piedi della Croce.
Secondo la narrazione evangelica, dopo la morte e resurrezione, Gesù apparve ad Emmaus, all'apostolo Tommaso dubbioso, agli altri Apostoli per quaranta giorni a Gerusalemme, fino al giorno di Pentecoste e dell'Ascensione in cui diede loro lo Spirito Santo e il compito di predicare ovunque nella terra quanto essi avevano visto e udito in prima persona.
Queste ultime parole, esaminate con il precedente fatto della Croce, sono un altro importante elemento a sostegno della tesi di un allontanamento della prima chiesa apostolica da Gerusalemme, entro la prima metà del I secolo.
Le fondamenta del piccolo edificio sono state scoperte una prima volta il 18 ottobre 1881 dal Padre e abate parigino Julien Gouyet sulla base delle indicazioni contenute nei diari delle visioni della mistica e beata Anna Katharina Emmerick, trascritti da Clemens Brentano, poeta e romanziere del periodo romantico.
Nel complesso dibattito storico, emergono alcuni elementi di rilievo: 
- le visioni della beata Emmerick;
- due missioni indipendenti, partite da luoghi diversi, pur basandosi sullo stesso scritto, giungono alla solita comune conclusione archeologica;
- le rovine sottostanti sono state effettivamente datate al I secolo, e corrispondono al contenuto della visione mistica per vari aspetti (pietre rettangolari, due parti, focolare centrale, finestre alte, tetto piano);
- qui ebbero luogo due Concili ecumenici: quello del 431, con la condanna del Nestorianesimo, fu uno dei più importanti nella Storia della Chiesa, perché affermò il fondamentale Mistero della fede cristiana, la duplice natura umana-divina di Gesù Cristo, e di conseguenza, Maria come la Madre di Dio;
- qui nel V secolo fu edificata la prima Basilica della storia umana consacrata a Maria;
- da secoli il luogo è meta di pellegrinaggi cristiani dei discendenti diretti di Efeso, e di fedeli mussulmani;
- nel XII secolo troviamo la sua fama largamente diffusa in Europa.

Sulla cima del monte Solmisso sussisterebbe una piccola grotta angusta, nella quale gli apostoli posero il corpo della Vergine Immacolata che di lì a poco fu assunto in cielo. Un grave incendio nel 2003 ha parzialmente devastato i luoghi attorno al santuario, ove esisteva una folta e fitta vegetazione boschiva, ma si è fermato a pochi metri dalla dimora senza danneggiarla irreparabilmente.

## Descrizione in Germania
Agli inizi del XIX secolo, la Emmerick inizia a rendere pubbliche le sue visioni, in cui rendiconta con dovizia di particolari gli ultimi giorni di Gesù Cristo e della vita di sua madre Maria.. Anna Emmerich fu ammalata per un lungo periodo nella comunità di Dülmen, dove riceveva visite quotidiane di importanti personalità, data la sua grande notorietà in Germania.
Uno di questi ospiti era l'autore Clemens Brentano, che dopo la prima visita decise di fermarsi a Dülmen per cinque anni interi per seguire da vicino la Emmerick e per trascrivere quotidianamente le sue visioni. Quando la Emmerick morì, nel 1824, Brentano pubblicò un primo libro basato sui resoconti quotidiani delle visioni. Dopo il 1842, anno della morte di Brentano, venne pubblicato un secondo libro, che presentava le sue riflessioni e commenti personali su questi fatti.

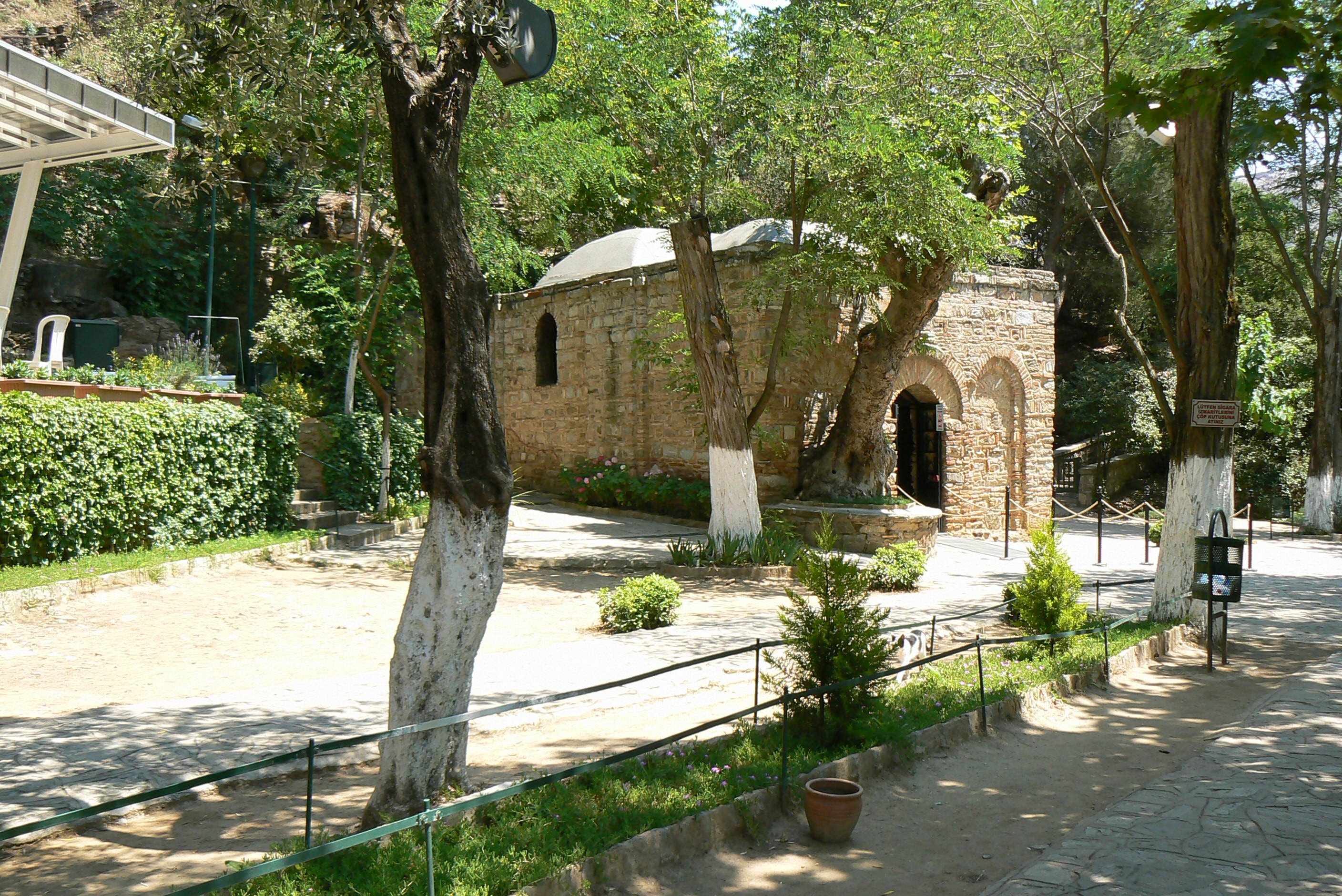
Vista generale della dimora

Una delle visioni riguardava la dimora che Giovanni apostolo ed evangelista avrebbe edificato ad  Efeso per ospitare Maria, nella quale la Madre di Dio sarebbe vissuta fino alla fine dei suoi giorni terreni. In questa visione, la Emmerick fornì come di consueto dettagli particolareggiati, sia della casa che dall'ambiente circostante:
Fra i dettagli della casa, la mistica riferì che era costruita con pietre rettangolari, con finestre ampie e quasi all'altezza del tetto, piatto. La casa era composta da due parti, con un focolare posto al centro. Nel resoconto completo della visione si trovano descritte anche la posizione delle porte, la forma del camino, ecc. Il libro contenente queste descrizioni è stato pubblicato a Monaco di Baviera nel 1852.

## Scoperta in Turchia
Il 18 ottobre 1881, basandosi sul resoconto di Brentano, il sacerdote francese Julien Gouyet scoprì una piccola costruzione in pietra sita nel promontorio che domina il Mar Egeo e che sovrasta i resti dell'antica Efeso, nell'odierna Turchia.
Fin dal primo sopralluogo, Gouyet fu subito persuaso di trovarsi veramente davanti al luogo descritto dalla Emmerick, e nel quale Maria avrebbe trascorso la parte finale della sua vita terrena..

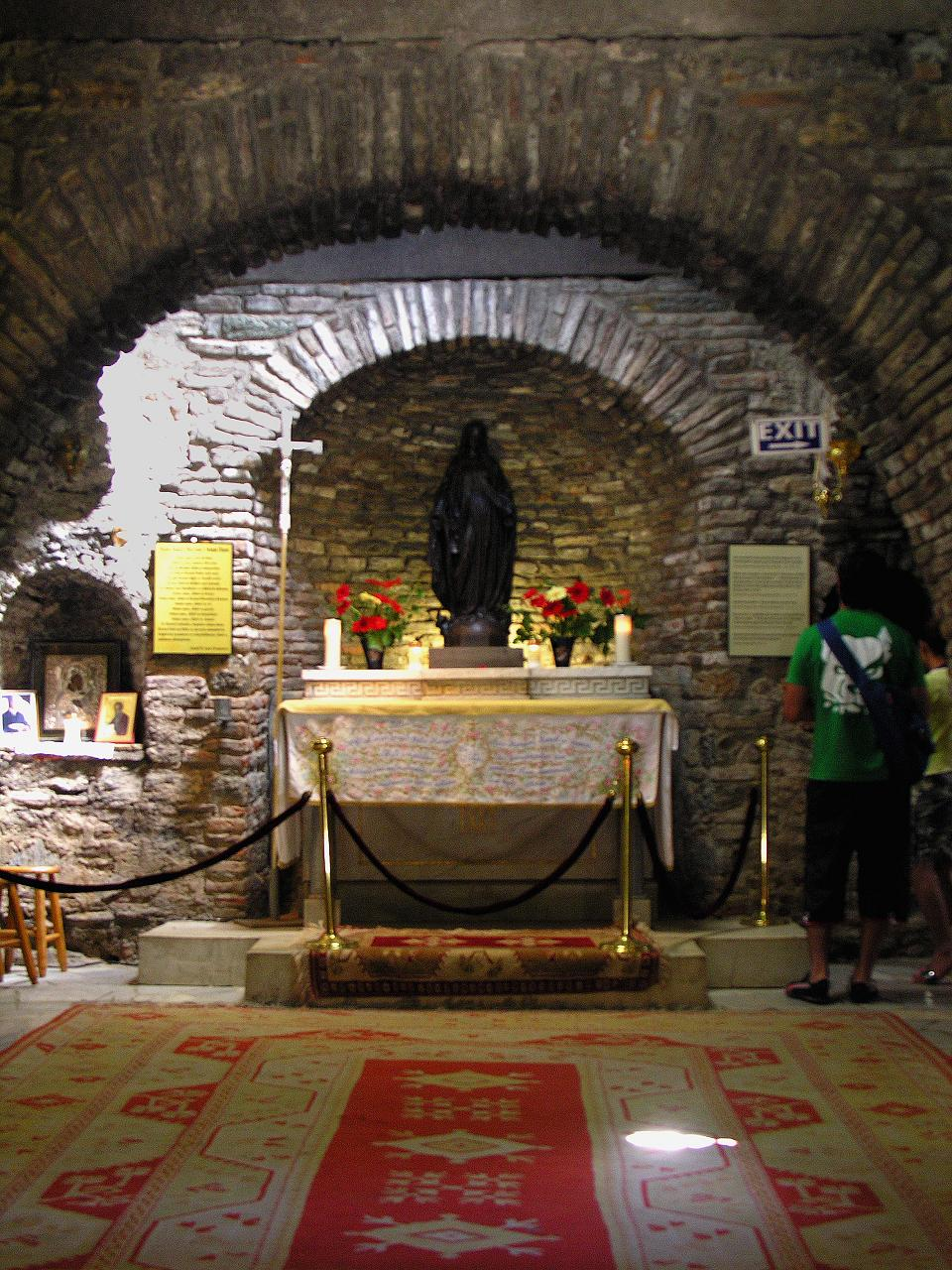
L'interno della dimora.

Il ritrovamento dell'abate Gouyet all'inizio non fu preso in seria considerazione da molte persone, ma dieci anni più tardi, incoraggiati dalla suora cattolica francese Marie de Mandat-Grancey delle Figlie della Carità,  i due sacerdoti lazzaristi Jung e Paulin, muovendo da Smirne finirono col recarsi nello stesso luogo di Gouyet, sempre basandosi sulla medesima guida.. Appresero sul posto che le rovine delle quattro mura perimetrali della casa erano da secoli oggetto di pellegrinaggi e di venerazione da parte degli abitanti del villaggio di Sirinto, che discendevano direttamente dalla prima comunità cristiana di Efeso. La dimora in lingua locale era chiamata Panaya Kapulu (letteralmente: "Porta della Vergine") (forse una sineddoche, frequente nelle lingue antiche, dove una singola parte starebbe a indicare l'intera abitazione, oppure un riferimento all'Assunzione).

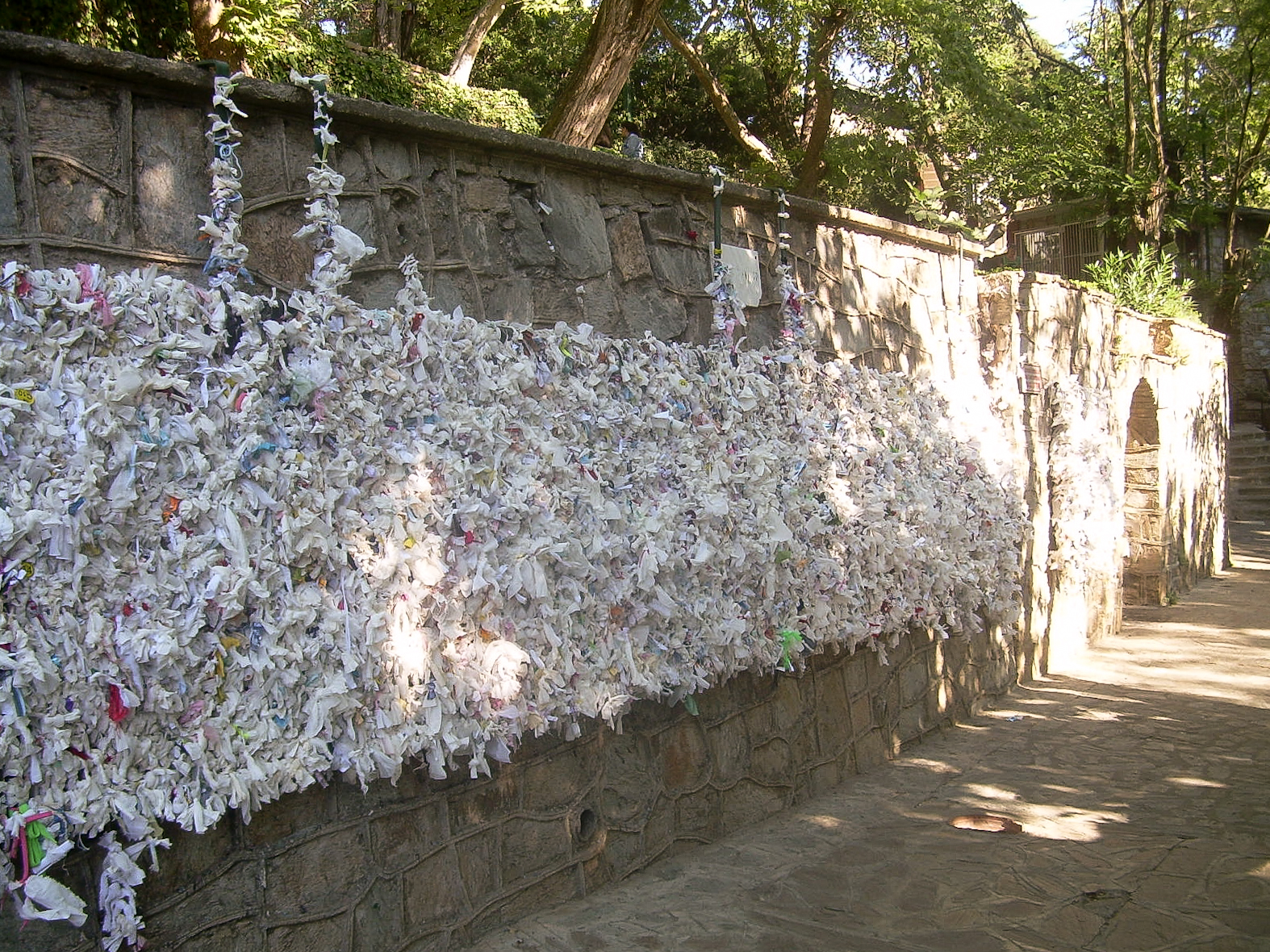
Meryemana, il muro perimetrale

Da lungo tempo, il 15 agosto di ogni anno il luogo era meta di pellegrinaggi cristiani in occasione della Solennità dell'Assunzione (con o senza Dormizione)

## Archeologia
La porzione del plesso archeologico sottoposta a restauro conservativo è stata delimitata da una linea rossa, per poterla così distinguere dalla zona rimanente rimasta intatta.

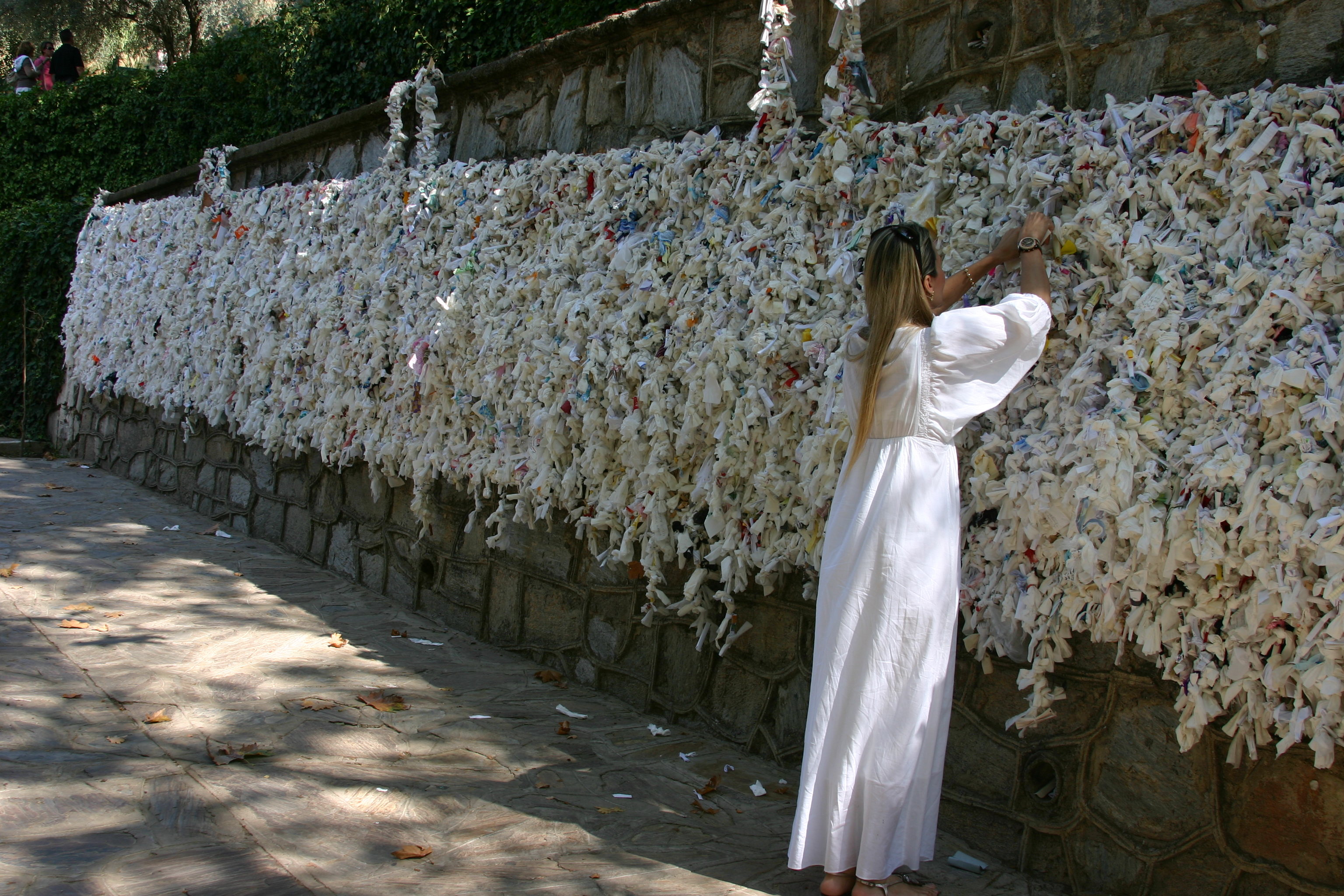
Muro di Recinzione

Il luogo non è grande e può essere paragonato ad una cappella di piccole dimensioni. Le pietre originarie sono ben conservate, l'intera costruzione è stata datata come risalente all'epoca apostolica (I secolo d.C.), fatto confermato da stili architettonici coerenti con gli altri edifici di quel tempo, cui seguirono nel tempo aggiunte di minor rilievo, come la presenza di giardini e di oggetti devozionali, al di fuori dell'edificio. Entrando nella cappella, il visitatore trova un unico grande recinto con un altare e una grande statua della Vergine Maria al centro.
Sul lato destro della dimora si trova un piccolo recinto, tradizionalmente associato alla stanza nella quale Maria dormiva. La tradizione mariana sostiene che una qualche forma di acqua corrente correva come un canale in questa stanza più piccola, la "stanza di Maria", e che avrebbe dato origine alla fonte attuale di acqua potabile situata al di fuori della struttura.
Al di fuori del Santuario si trova un muro adibito alle richieste devozionali e agli ex-voto, che i fedeli usano per lasciare i loro messaggi e le loro richieste sotto forma di piccole note di carta o di stoffa. Diversi tipi di fiori e alberi da frutto crescono in loco, dove è stato installato un impianto di illuminazione artificiale per aiutare nella conservazione e nel monitoraggio del Santuario. Una fonte di acqua potabile esiste nelle vicinanze, e alcuni credenti credono che l'acqua di là ha poteri miracolosi di guarigione o di fertilità.

### Dimora ebraica e greca di età ellenistica
Plausibile punto di incontro storico fra la cultura giudaica (di provenienza) e la cultura greca ellenistica di acquisizione, la dimora presenta:
- un giardino (orto, campo) tipico del kibbutz ebraico,
- materiale in pietra comune nelle case private ebraiche[12] sebbene qui sia tagliata con forme rettangolari. La pietra in Grecia era un materiale prezioso riservato ad edifici pubblici (come quelli di culto),
- due corti, un focolare, con una pluralità di stanze. In tali stanze delle case greche, risiedeva il kurios, il capofamiglia tradizionale (figlio primogenito, fratelli, oppure ultimo parente maschio).

Nel Vangelo di Matteo (21,13), il Tempio di Gerusalemme è chiamato "Casa di preghiera", ricordando le profezie.
La dimora del Re di Israele o dell'Unto del Signore come materiali e come forme si differenzia dalla dimora di Dio, ma dal punto di vista architettonico gli è molto più simile di qualsiasi altra abitazione tradizionale del popolo.

## Dibattito
Alcuni autori sollevarono dubbi e perplessità riguardo all'autenticità del sito, trattandosi prevalentemente di una tradizione del XII secolo, laddove altri autori del periodo patristico diedero la notizia della Dormizione presso Gerusalemme. Tuttavia, il prolifico Epifanio di Salamina si pronunciò a salvaguardia della tradizione di Efeso, con le cautele del caso. Elemento fondamentale è la presenza ad Efeso, già a partire dal V secolo, della prima Basilica al mondo consacrata a Maria.

## Pellegrinaggi
La chiesa cattolica non si è mai ufficialmente pronunciata, ma il sito è stato meta dei pellegrinaggi dei papi:
- papa Leone XIII nel 1896 fu il primo pontefice a proporlo come luogo di pellegrinaggio, decretando ufficialmente che la casa era un monumento per i cristiani.'[14] All'epoca fu interpretato come un'affermazione dell'autenticità.
- papa Pio XII, nel 1951 definì la casa "un luogo sacro", riferendosi alla proclamazione del dogma dell'Assunzione (1950)
- papa Giovanni XXIII conferì carattere permanente a questa affermazione
- Papa Paolo VI (26 luglio 1967), che recitò l'Angelus e il Credo durante il viaggio apostolico verso la Turchia
- Papa Giovanni Paolo II (30 novembre 1979)
- Papa Benedetto XVI (29 novembre 2006). Papa Benedetto XVI presiedette la Messa non all'interno del Santuario, ma nel piazzale antistante in grado di contenere 1500-2000 persone, utilizzando oltre al consueto latino, anche la lingua turca, l'italiano, il francese, l'inglese e il tedesco.[15]

Tutti gli anni, il 15 agosto, la Chiesa celebra qui l'Assunzione di Maria.
La Casa di Maria è luogo di culto riconosciuto dagli islamici,  vicino alla frequentata Moschea di Isa Bey, presso la quale a sua volta vive una comunità di clausura delle "Sorelle Minori di Maria Immacolata"..
A seguito della scoperta, la Chiesa Cattolica nominò Suor Marie de Mandat-Grancey Cofondatrice della Casa di Maria, e contestualmente le conferì l'incarico di responsabile del restauro e del mantenimento della dimora e dell'area circostante. La suora francese ricoprì questo ruolo ininterrottamente dal 1891 al 1915, anno della sua morte.

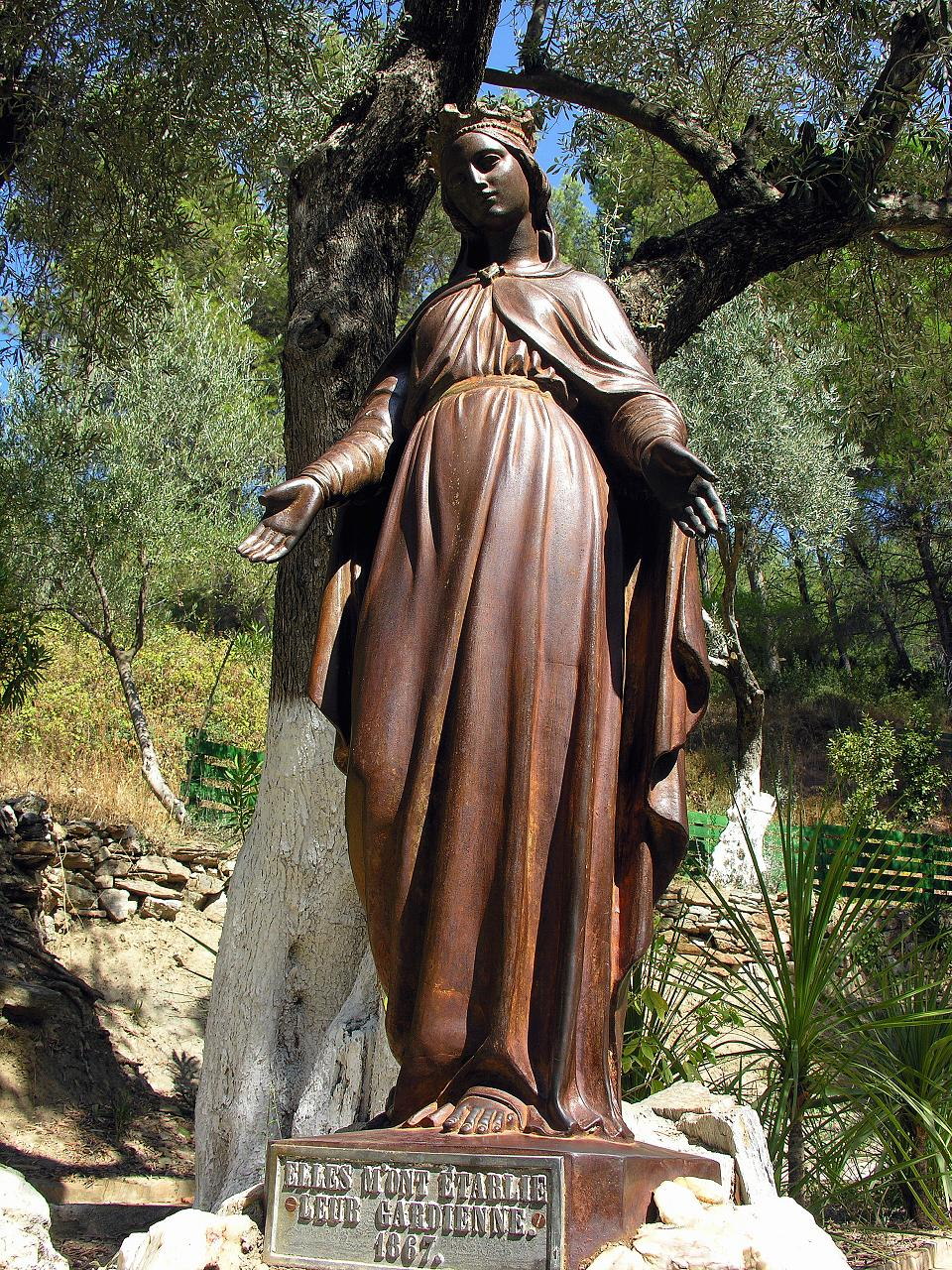
Statua di Maria Vergine all'esterno della dimora.

La scoperta della Casa di Maria diede nuova vita ad una tradizione cristiana di pellegrinaggi risalente al XII° secolo, ormai perduta, la tradizione di Efeso che era concorrente con la tradizione di Gerusalemme, a proposito del luogo della Dormizione. A seguito delle decisioni di papa Leone XIII nel 1896, e poi di papa Giovanni XXIII nel 1961, fu abrogata l'indulgenza plenaria per chi si recava in pellegrinaggio alla Basilica della Dormizione di Maria in Gerusalemme, e all'opposto fu introdotta la stessa indulgenza per tutti i fedeli che si fossero recati in pellegrinaggio alla Casa di Maria, ad Efeso (e al Santuario prospiciente).
Il duplice (e ripetuto) atto papale, su Gerusalemme e su Efeso, era interpretabile come l'implicito riconoscimento pontificio di una tradizione cristiana rispetto all'altra.

## Storia religiosa
Epifanio di Salamina (IV secolo d.C.) è stato il primo autore dell'antichità a dare notizia della tradizione orale, secondo la quale Maria avrebbe trascorso gli ultimi anni della sua vita ad Efeso, insieme a Giovanni apostolo ed evangelista. Epifanio rilevò che la tradizione cristiana trovava due possibili riscontri storici nella documentata presenza di Paolo di Tarso e di Giovanni ad Efeso, dove morì, nonché nell'affidamento evangelico di Maria a Giovanni. Puntualizzò anche che i Vangeli, tuttavia, non fornivano informazioni sugli ultimi anni di vita di Maria e di Giuseppe, e che quindi si trattava di una plausibile ricostruzione storica.
L'antistante Basilica romanica, consacrata a Maria, ospitò il Concilio di Efeso (431, Terzo Concilio Ecumenico), che si concluse con la condanna di Nestorio. Un Secondo concilio di Efeso ebbe luogo nel 449, ma i suoi atti controversi non furono mai approvati dalla Chiesa Cattolica.

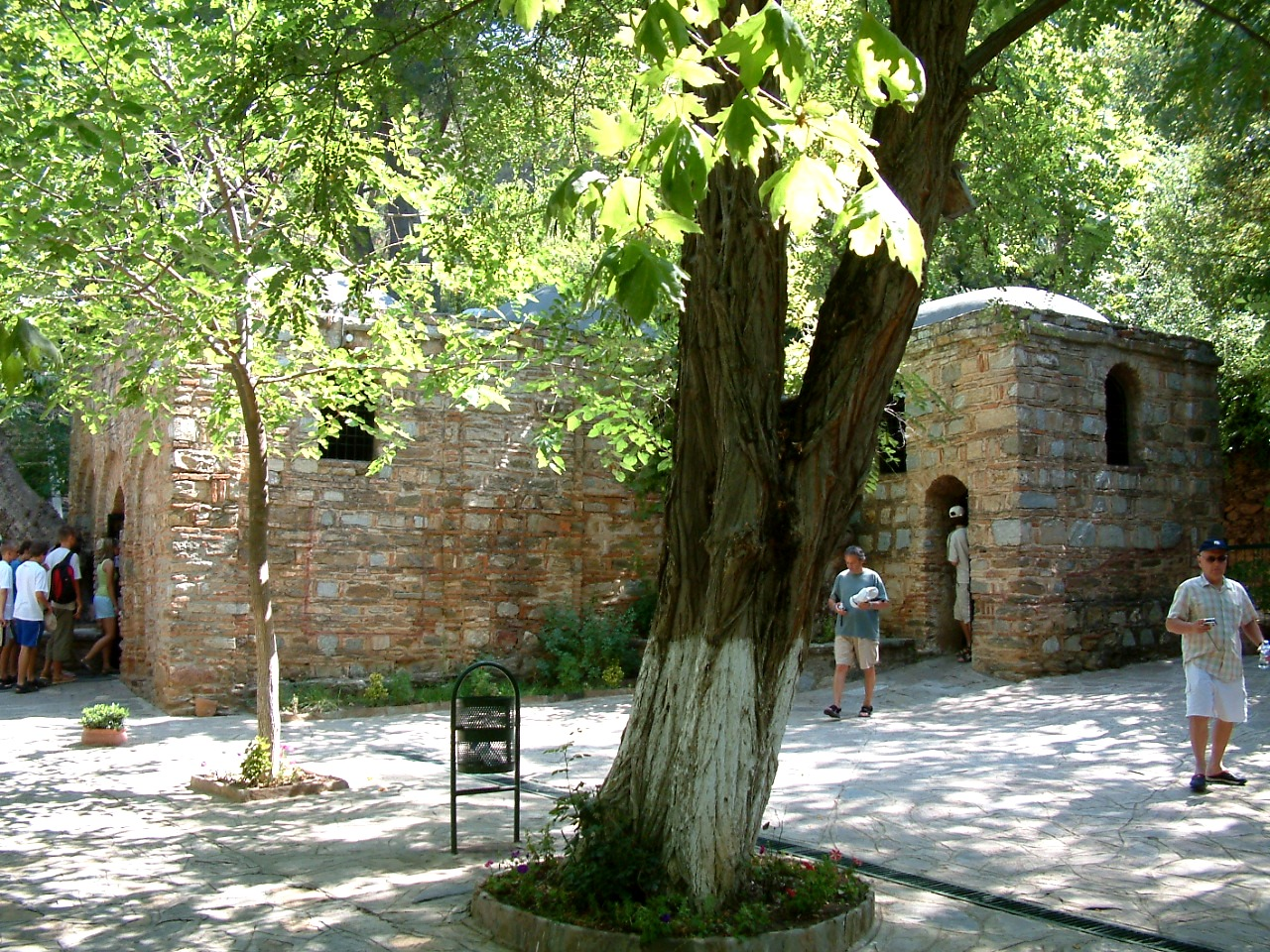
La Cappella. Si noti la linea rossa che separa la parte sottoposta a restauro conservativo, dai resti originali conservati intatti.

La tradizione, locale e non, sia di religione cristiana che musulmana, fa riferimento a questo sito, come il luogo dove Maria sarebbe vissuta fino all'Assunzione al Cielo in anima e corpo (con o senza dormizione), diversamente da quanto altri autori sostengono in relazione alla Tomba di Maria ubicata a Gerusalemme.
In effetti, è proprio ad Efeso che viene intitolata la prima basilica della cristianità a Maria, dove si svolse il primo concilio nel 431 d.C., che sancì la divina maternità di questa. L'apostolo Giovanni dimorò e morì ad Efeso ove è a lui dedicata una grande Basilica di datazione romana. Nella antistante isola di Patmos, visibile proprio dal monte Solmisso, fu anche imprigionato durante le persecuzioni di Domiziano.
Contro la tesi della permanenza (Dormizione) di Maria in Gerusalemme è il racconto evangelico nel quale Gesù, dopo la resurrezione dalla morte di croce, appare ad Emmaus, all'apostolo Tommaso dubbioso, e per 40 giorni ai 12 apostoli, prima della Pentecoste e della Ascensione dove i dodici Apostoli ricevono lo Spirito Santo e il compito di predicare ovunque quanto avevano visto e udito in prima persona. Ciò rende ragionevole credere che tutti si allontanarono da Gerusalemme, e Maria insieme ad alcuni di essi, in quanto affidata a Giovanni.